# Iker Recio
Iker Recio (Escalona, Toledo, 17 de junio de 2001) es un futbolista español que juega en la demarcación de defensa en el Cádiz CF de la Segunda División de España.

## Biografía
Tras formarse como futbolista en las categorías inferiores del Atlético de Madrid, finalmente en 2020 se marchó traspasado a la disciplina del Rayo Vallecano de Madrid. Debutó con el segundo equipo el 18 de octubre de 2020 contra el Escuela Deportiva Moratalaz, encuentro que ganó por 3-2 el equipo vallecano. El 17 de diciembre de 2020 debutó con el primer equipo en Copa del Rey contra el Club Deportivo Teruel.
El 22 de agosto de 2023, firmó por el Club Gimnàstic de Tarragona de la Primera División RFEF, cedido por la AD Alcorcón.

## Clubes
Actualizado al último partido disputado el 23 de noviembre de 2024.
| Club                                 | País   | Año       | Partidos | Goles |
| ------------------------------------ | ------ | --------- | -------- | ----- |
| Rayo Vallecano de Madrid "B"         | España | 2020-2022 | 57       | 4     |
| Rayo Vallecano de Madrid             | España | 2020-2022 | 4        | 0     |
| AD Alcorcón "B"                      | España | 2022-2023 | 28       | 1     |
| AD Alcorcón                          | España | 2022-2023 | 1        | 0     |
| Club Gimnàstic de Tarragona (cedido) | España | 2023-2024 | 13       | 0     |
| Antequera CF                         | España | 2024      | 11       | 1     |
| Cádiz CF                             | España | 2025-     |          |       |